# Adão (Guarda)
Adão (pronúncia local: [ádão]) é uma povoação portuguesa sede da Freguesia de Adão do Município da Guarda, freguesia com 28,32 km² de área e 258 habitantes (censo de 2021), tendo, por isso, uma densidade populacional de 9,1 hab./km².
É uma das poucas freguesias portuguesas territorialmente descontínuas, derivando essa descontinuidade da existência de um enclave (cerca 30 vezes mais pequeno que o seu território): o lugar da Aldeia de Santa Madalena, exclave da vizinha freguesia de Vila Fernando.
A esta freguesia pertencem as aldeias de: 
- Adão
- Catraia
- Carvalhal Meão

## História
Adão era, em 1747, um lugar do termo, Bispado e Comarca da cidade da Guarda, Província da Beira. Tinha oitenta e dois vizinhos, e pertencia à freguesia de Nossa Senhora da Conceição de Vila Fernando. Estava assentado em sítio baixo, de onde se avistava somente a cidade da Guarda. Tinha este lugar uma ermida de São Bartolomeu Apóstolo com três altares, o maior com imagem do santo padroeiro, e dois colaterais, o do Menino Deus da parte da Epístola; e o da Senhora do Rosário da parte do Evangelho.
Este lugar tinha juiz pedâneo, sujeito à justiça da cidade da Guarda.

## Expansão territorial
Em 2013, na sequência de uma reorganização administrativa nacional, a freguesia de Adão viu o seu território e a sua população aumentarem, ao ser-lhe anexado o território da extinta freguesia de Carvalhal Meão:

A amarelo, Carvalhal Meão, freguesia que foi extinta e anexada em 2013 à freguesia de Adão.

## Demografia
A população registada nos censos foi:
| Distribuição da População por Grupos Etários | Distribuição da População por Grupos Etários | Distribuição da População por Grupos Etários | Distribuição da População por Grupos Etários | Distribuição da População por Grupos Etários | Distribuição da População por Grupos Etários |
| -------------------------------------------- | -------------------------------------------- | -------------------------------------------- | -------------------------------------------- | -------------------------------------------- | -------------------------------------------- |
| Antes da agregação                           |                                              |                                              |                                              |                                              |                                              |
| Ano                                          | 0-14 anos                                    | 15-24 anos                                   | 25-64 anos                                   | >= 65 anos                                   | Total                                        |
| 2001                                         | 23                                           | 34                                           | 121                                          | 116                                          | 294                                          |
| 2011                                         | 17                                           | 15                                           | 125                                          | 127                                          | 284                                          |
| Após a agregação                             |                                              |                                              |                                              |                                              |                                              |
| Ano                                          | 0-14 anos                                    | 15-24 anos                                   | 25-64 anos                                   | >= 65 anos                                   | Total                                        |
| 2021                                         | 24                                           | 11                                           | 111                                          | 112                                          | 258                                          |

## Património
- Igreja Paroquial de Adão

## Lenda da aldeia de Adão
Reza a lenda que a aldeia de Adão foi fundada por três famílias - as famílias Borrego, Frade e Mariano. Aquando da construção do Povo (construção da aldeia), inicialmente realizada na zona onde actualmente se situa o campo de futebol, todas as ferramentas desapareciam durante a noite e, de manhã, apareciam encostadas ao tronco de uma árvore - um freixo antigo, que terá sobrevivido até à primeira década do presente século e que acabou por sucumbir aos ventos fortes de uma violenta tempestade, durante a noite. 
Junto a este freixo eram, então, encontradas todas as ferramentas intactas, as quais eram levadas de volta para a construção das casas da aldeia. Dada a recorrência do sucedido, decidiu-se colocar uma guarda noturna às ditas ferramentas, de forma a que não fossem novamente roubadas. Contudo, apesar da constante vigilância, durante a noite, as ferramentas continuavam a desaparecer sem que ninguém se apercebesse. De manhã, quando iam buscá-las, não se encontravam no armazém vigiado e devidamente trancado, mas sim de novo junto ao referido freixo. 
Embora não se saiba a razão, as pessoas, na época, interpretaram o sucedido como um sinal de que São Bartolomeu não queria que a aldeia fosse construída naquela zona do campo de futebol, mas mais acima, onde actualmente se situa a aldeia, nas imediações do freixo, junto do qual foi também edificada a igreja que existe actualmente. 
Muitos dos moradores atuais desconhecem provavelmente esta lenda, que foi passando oralmente, de geração em geração, ao serão junto à lareira, nas gélidas noites de Inverno.

## Provérbio
"No Adão, quem não tem cadeira, senta-se no chão". Utilizando a pronúncia local: No [Ádão], quem não tem cadeira, senta-se no [txão]..
Provavelmente, resultante de uma piada relacionada com a forma como se pronuncia localmente a palavra Adão [ádão], que oralmente pode remeter para a ideia de que se há, dão. Para que, quem não é da aldeia, fique a saber que se não tem, também não lho dão. 